# Stephan Ernst (Theologe)
Stephan Ernst (* 26. Oktober 1956 in Frankfurt am Main) ist ein deutscher römisch-katholischer Theologe.

## Leben und Wirken
Stephan Ernst besuchte das Heinrich-von-Gagern-Gymnasium in Frankfurt am Main und studierte anschließend Katholische Theologie, Philosophie, Pädagogik und Musikwissenschaft, von 1975 bis 1977 an der Philosophisch-Theologischen Hochschule St. Georgen, Frankfurt am Main und von 1977 bis 1982 an der Westfälischen Wilhelms-Universität Münster. Von 1982 bis 1987 war er Wissenschaftlicher Mitarbeiter bei Peter Hünermann in Tübingen, bei dem er auch mit einer Arbeit über den Glaubensbegriff des Hugo von St. Viktor promovierte (s. u. Schriften). Von 1987 bis 1999 war Ernst Referent für religiös-theologische Erwachsenenbildung im Erzbistum Paderborn; dabei in den Jahren 1990 bis 1993 Stipendiat der Fritz-Thyssen-Stiftung. In diese Zeit fiel auch ein zweijähriger Forschungsaufenthalt in Paris. Nach der von Gerfried Hunold betreuten Habilitation an der Katholisch-theologischen Fakultät Tübingen mit einer Untersuchung zur Entwicklung der theologisch-ethischen Reflexion in der Frühscholastik von Anselm von Canterbury bis Wilhelm von Auxere (s. u. Schriften) war Ernst Privatdozent für das Fach Theologische Ethik. Von April 1999 bis September 2022 war er Inhaber des Lehrstuhls „Theologische Ethik – Moraltheologie“ an der Universität Würzburg. Von 2003 bis 2005 war er Dekan der Katholisch-Theologischen Fakultät Würzburg, von 2011 bis 2016 Berater der Unterkommission „Bioethik“ der Glaubenskommission (I) der Deutschen Bischofskonferenz. Stephan Ernst ist Mitglied in mehreren Klinischen Ethik-Komitees. Er gehört zu den Unterzeichnern des Memorandums Kirche 2011: Ein notwendiger Aufbruch. Seit seiner Pensionierung im Oktober 2022 ist Ernst Seniorprofessor an der Katholisch-Theologischen Fakultät Würzburg.
In seinen Arbeiten zur Theologischen Ethik ist Stephan Ernst durch sein Studium bei Friedo Ricken SJ und Bruno Schüller SJ und vor allem durch den ethischen Ansatz Peter Knauers SJ beeinflusst. Darüber hinaus sieht er sich auf der Linie des nach dem Zweiten Vatikanischen Konzil vor allem von Alfons Auer angestoßenen und von Franz Böckle weiter begründeten Konzepts einer „Autonomen Moral“. Als Grundprinzip verantwortlichen Handelns zeichnet sich zunehmend das Prinzip der Verhältnismäßigkeit bzw. der zu vermeidenden Unverhältnismäßigkeit ab, wonach eine Handlung dann unverantwortlich ist, wenn sie in universaler Perspektive unverhältnismäßig wird, die mit verursachten oder zugelassenen Übel und Schäden also größer als notwendig sind. Ernst greift damit ein Prinzip auf, das ebenso im Bereich der Rechtswissenschaft als auch in der angewandten Ethik, etwa in der verantwortlichen Praxis von Ärzten und Pflegern, leitend ist und macht es für die Theologische Ethik fruchtbar. Zugleich erfolgt auf dieser Grundlage eine kritisch-konstruktive Auseinandersetzung mit der Morallehre des Lehramts der Katholischen Kirche. Die Bedeutung des Glaubens für das ethische Handeln besteht danach nicht darin, konkrete, spezifisch christliche Normen oder Weisungen in ihrer Gültigkeit zu begründen, sondern darin, von der angstgeleiteten Fixierung des Menschen auf sich selbst zu befreien und so selbstloses mitmenschliches Handeln zu ermöglichen sowie den Blick für die Nöte von Menschen zu öffnen.
In seinen Untersuchungen zur mittelalterlichen theologischen Ethik, speziell im 12. und 13. Jahrhundert, geht es Stephan Ernst neben historischen Fragen nicht zuletzt auch darum, in der theologischen und philosophischen Tradition Anknüpfungspunkte für eine Ethik zu finden, die eine situations- und menschengerechte sittliche Bewertung von Handlungen zulässt. Frucht dieser Forschung ist unter anderem die kritische Edition des im letzten Viertel des 12. Jahrhunderts entstandenen Speculum universale des Radulfus Ardens sowie die Übersetzung der Vier Bücher der Sentenzen des Petrus Lombardus.
Stephan Ernst ist verheiratet und hat drei Kinder.

## Schriften (Auswahl)
- Gewissheit des Glaubens. Der Glaubenstraktat Hugos von St. Viktor als Zugang zu seiner theologischen Systematik. (Beiträge zur Geschichte der Philosophie und Theologie des Mittelalters (BGPhMA) N.F. 30) Münster 1987.
- Ethische Vernunft und christlicher Glaube. Der Prozess ihrer wechselseitigen Freisetzung in der Zeit von Anselm von Canterbury bis Wilhelm von Auxerre. (BGPhMA N.F. 46) Münster 1996.
- Petrus Abaelardus (Zugänge zum Denken des Mittelalters, hrsg. von Mechthild Dreyer, Bd. 2) Münster 2003.
- Grundfragen theologischer Ethik. Eine Einführung. München 2009.
- Anselm von Canterbury. (Zugänge zum Denken des Mittelalters, hrsg. von Mechthild Dreyer, Bd. 6) Münster 2011.
- (Edition, zusammen mit Claudia Heimann): Radulfi Ardentis Speculum universale, libri I-V (Corpus Christianorum. Continuatio Mediaevalis [CCCM] 241), Turnhout 2011.
- (Edition, zusammen mit Claudia Heimann): Radulfi Ardentis Speculum universale, libri VII-X (Corpus Christianorum. Continuatio Mediaevalis [CCCM] 241A), Turnhout 2020.
- (Edition, zusammen mit Claudia Heimann): Radulfi Ardentis Speculum universale, libri XI-XIV (Corpus Christianorum. Continuation Mediaevalis [CCCM] 241B), Turnhout 2025.
- Umgang mit moralischer Differenz. Ansatzpunkte in der Tradition der Moraltheologie, in: K. Hilpert (Hg.), Theologische Ethik im Pluralismus, (Studien zur theologischen Ethik, Bd. 133), Fribourg/Freiburg/Wien 2012, 47–73.
- mit Ägidius Engel: Grundkurs christliche Ethik. Werkbuch für Schule, Gemeinde, Erwachsenenbildung. München 1998 (Neuauflage 2014).
- mit Ägidius Engel: Christliche Ethik konkret. Werkbuch für Schule, Gemeinde, Erwachsenenbildung. München 2001 (Neuauflage 2015).
- Der Ausbau der Tugendsysteme zu umfassenden Gliederungsschlüsseln angewandter Ethik im 12. und 13. Jahrhundert, in: Wilhelm Korff/Markus Vogt (Hg.), Gliederungssysteme angewandter Ethik. Ein Handbuch. Nach einem Projekt von Wilhelm Korff, Freiburg / Basel / Wien 2016, 356–395.
- Radulfus Ardens: Wie entstehen Tugenden und Laster? Speculum universale, Auswahl aus den Büchern I und V, lateinisch/deutsch, herausgegeben, übersetzt und eingeleitet von Stephan Ernst. (HBPhMA 41) Freiburg/Basel/Wien 2017.
- Am Anfang und Ende des Lebens. Grundfragen medizinischer Ethik. Freiburg/Basel/Wien 2020.
- Radulfus Ardens und sein „Speculum universale“ (Zugänge zum Denken des Mittelalters, hrsg. von Mechthild Dreyer, Bd. 9) Münster 2021.
- Petrus Lombardus, Sententiae in quatuor libris distinctae / Vier Bücher der Sentenzen, Einleitung, Übersetzung und Kommentar von Stephan Ernst (Fontes Christiani, Sonderband, 2 Bände), Freiburg/Basel/Wien 2024.